# Tamazunchale
Tamazunchale is een stad in de Mexicaanse deelstaat San Luis Potosí. Tamazunchale heeft 21.614 inwoners (census 2005) en is de hoofdplaats van de gemeente Tamazunchale.